# Agra (Gelände)
Die agra ist ein 190 Hektar großes Gelände im Süden von Leipzig, das zu einem Teil auf Leipziger Stadtgebiet, zum anderen Teil auf Gebiet der Stadt Markkleeberg liegt. Es setzt sich aus dem agra-Messegelände sowie dem agra-Park zusammen. Das agra-Messegelände als Teil der agra stammt aus den 1950er Jahren und wurde bis 1996 als Teil der Leipziger Messe betrieben. Seitdem finden auf dem agra-Gelände Veranstaltungen mit zum Teil übernationaler Beteiligung sowie Ausstellungen und kleinere Messen statt.

## Übersicht

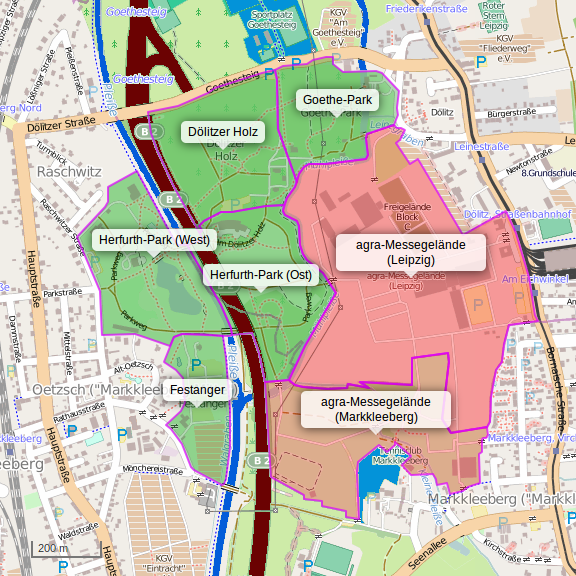
Karte der agra
agra-Park (grün schattiert), agra-Messegelände (violett schattiert).

### Lage
Die agra ist die zusammenhängende Gesamtheit der Parks und Veranstaltungsflächen zwischen den Städten Leipzig und Markkleeberg. Benannt wurde die agra Mitte des 20. Jahrhunderts, als die komplette agra für mehr als 50 Jahre zum Gelände der gleichnamigen Garten- und Landwirtschaftsausstellung „agra“ wurde. Damals wurde das Gelände auch der agra-Messepark genannt. Die „agra“ auf der agra wurde jährlich von bis zu 750.000 Messeteilnehmern besucht. Laufend, seit 1960, wurde ein Teil der agra in einen Park, den agra-Park, umgewandelt. Der größte Teil des außerhalb des agra-Parks liegenden Restes der alten agra, das agra-Messegelände, dient mit drei Messehallen und einem weitläufigen Freigelände weiterhin Messe-, Ausstellungs- und Veranstaltungszwecken.
Die agra lässt sich damit (Stand 2016) in zwei große und separate Bereiche gliedern:

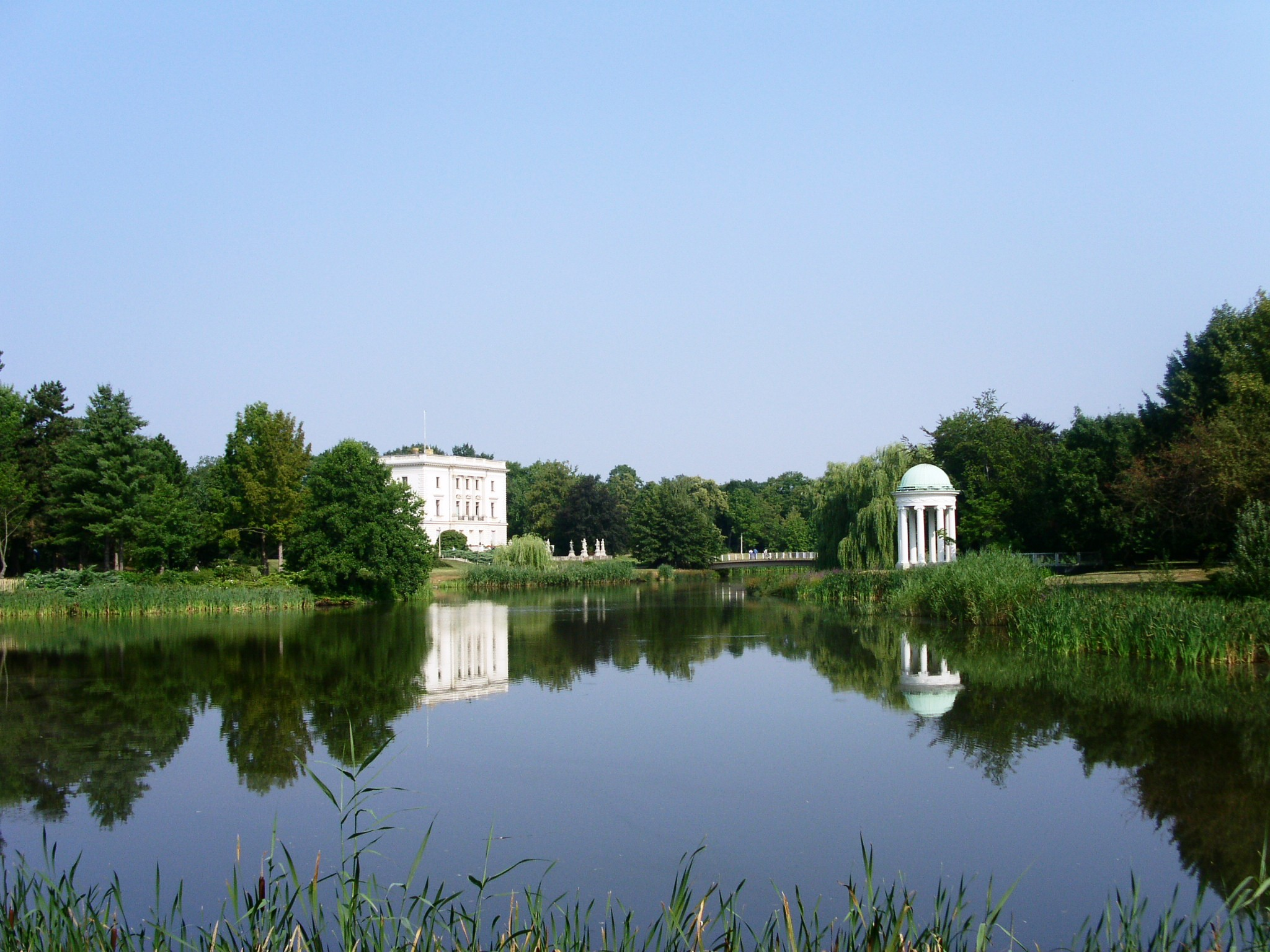
agra-Park

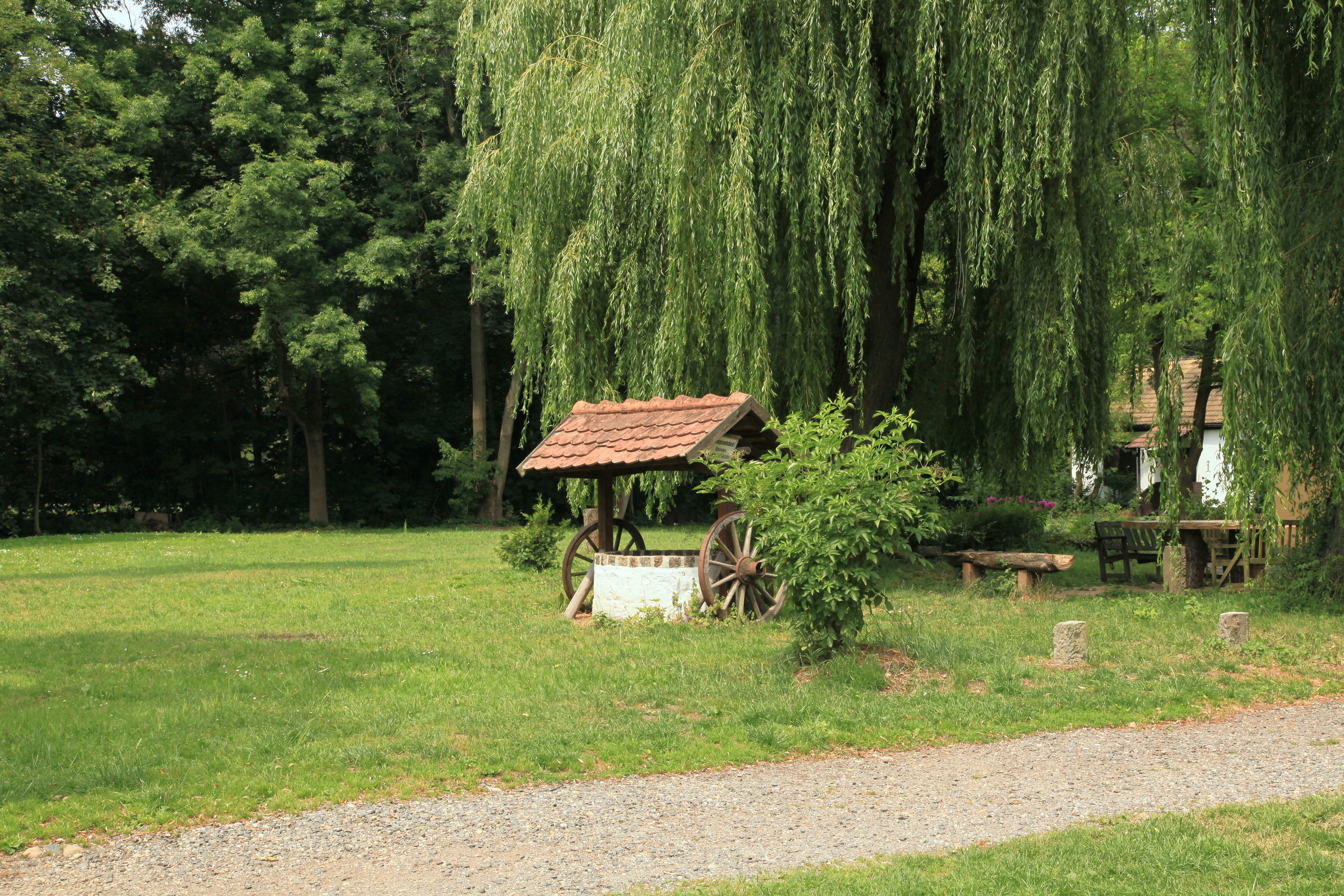
Parkimpression im Parkteil Goethepark

- agra-Park: Im Norden, Westen und Süden der agra liegt der agra-Park, wobei dieser durch die Pleiße und vor allem durch die vierstreifige B 2 in zwei Teile (östlich und westlich) zerschnitten wird. Im Norden und Westen enthält der agra-Park den Herfurth-Park, das Dölitzer Holz und den Goethepark. Die Grenze im Osten bildet die Mühlpleiße. Im Süden liegen der Markkleeberger Festanger und ein Gelände zwischen der Kleinen Pleiße und der Pleiße. Der agra-Park liegt je etwa zur Hälfte auf den Stadtgebieten von Leipzig und Markkleeberg und wird gemeinsam durch die Stadtverwaltungen der beiden Städte bewirtschaftet.
- agra-Messegelände: Im Osten der agra liegt das agra-Messegelände mit den Messehallen, begrenzt durch die Mühlpleiße im Westen und der Bornaischen Straße im Osten. Das agra-Messegelände liegt fast ausschließlich auf Leipziger Stadtgebiet. An der Mühlpleiße grenzt das agra-Messegelände an den agra-Park. Das agra-Messegelände steht unter Verwaltung durch die Stadt Leipzig und der von ihr beauftragten Unternehmen, seit 2020 ist dies die TNC mice & nice GmbH.
- Sonstige Flächen der agra: Sonstige Flächen der agra treten im Norden und Süden des agra-Messegeländes auf (jeweils östlich sowohl der Mühlpleiße als auch der Kleinen Pleiße).

Mittel- und langfristig (Stand 2017) soll der agra-Park auf Kosten der anderen Flächen wachsen. Das agra-Messegelände wird als Messe- und Ausstellungsgelände zunächst weitergeführt, es wird jedoch auch über neue Nutzungskonzepte nachgedacht.

### Verkehrsanbindung
StraßeDie agra liegt direkt an der B 2 und ist hierüber nach Süden hin an die Bundesautobahn 38 und die Bundesautobahn 72 angebunden – und nach Norden hin an das Zentrum von Leipzig. Das agra-Messegelände mit ca. 2.500 Parkplätzen wird von der B 2 kommend über die Bornaische Straße angefahren. Die Hochstraße der B 2 soll durch einen Tunnel ersetzt werden.
S-BahnDie agra ist über die Haltepunkte Markkleeberg und Markkleeberg-Nord an die Bahnstrecke Leipzig–Hof und an das Netz der S-Bahn Mitteldeutschland angeschlossen. Es fahren an beiden Haltepunkten Züge der Linien S5/S5X, S6 sowie zur Hauptverkehrszeit S4 zum Hauptbahnhof Leipzig und zur Leipziger Messe im Norden Leipzigs. S-Bahnen der Linien S5 und S5X fahren auch weiter bis zum Flughafen Halle-Leipzig. Die Taktfrequenz liegt zwischen 15 und 60 Minuten.
StraßenbahnDie Straßenbahn hält direkt am Haupteingang des agra-Messegeländes. Durch die Leipziger Straßenbahnlinie 11 ist das Areal an das Leipziger Zentrum (u. a. Hauptbahnhof) angebunden. Die Taktfrequenz während der Tagesstunden liegt bei 10/15 Minuten.
BusDie Buslinie 108 fährt einen 2/3-Kreis rund um die agra und verbindet die Haltepunkte der S-Bahn in Markkleeberg mit Haltestellen am Rande der agra. dazu gehören auch Haltestellen in der Nähe des Haupteingangs des agra-Messegeländes (Haltestellen Matzelstraße / Leinestraße). Der Bus 108 bedient die agra im 60-Minuten-Takt.

### agra-Park

#### Übersicht

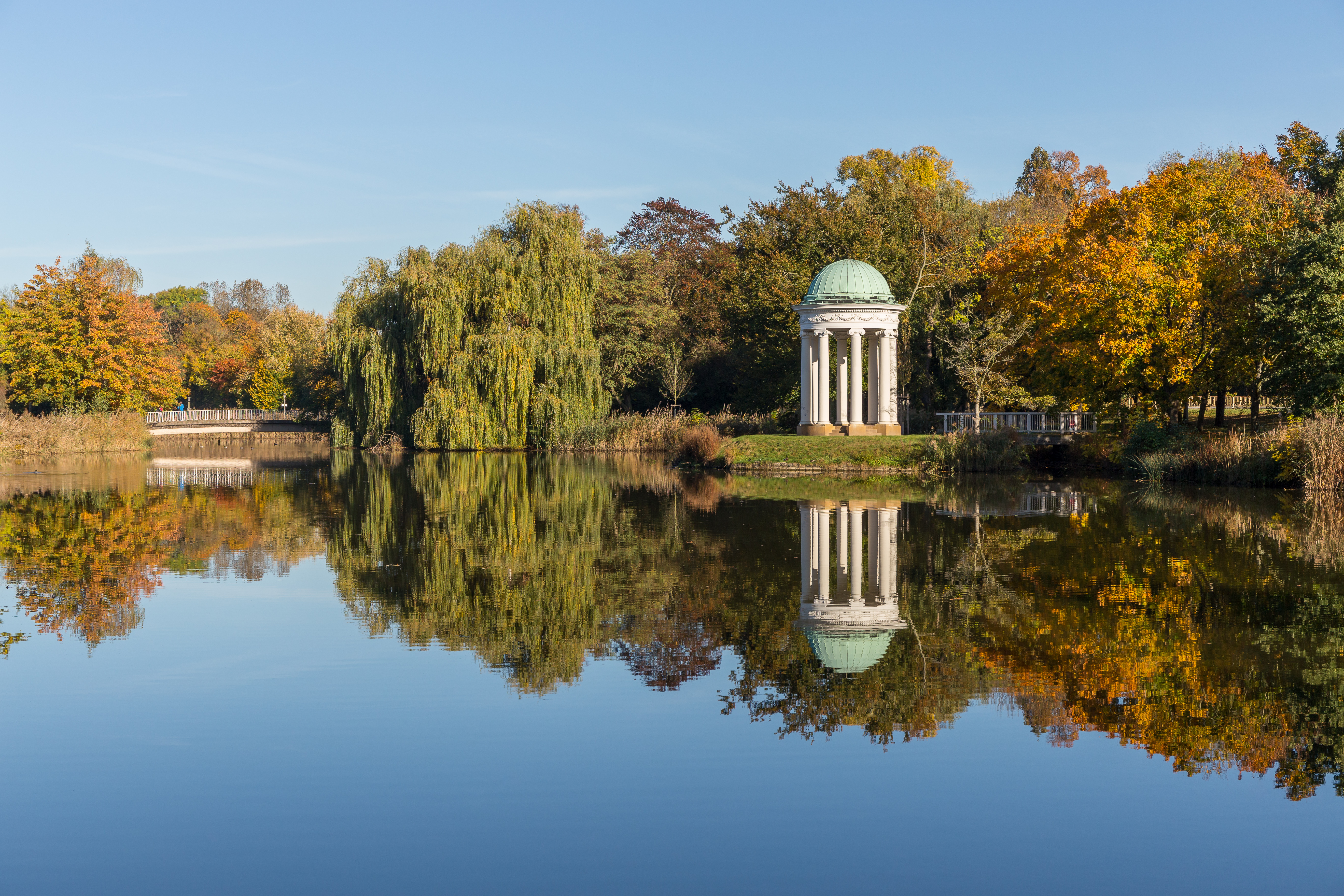
Musentempel

Der agra-Park basiert in seiner Grundkonzeption auf dem Landschaftspark Paul Herfurths aus dem 19. Jahrhundert. Wiesen, Weiher, Teiche, Gehölzgruppen und Parkarchitektur wechseln sich ab mit einigen für Veranstaltungen und für dokumentarische Zwecke genutzten Gebäuden (u. a. mehrere Museen und Sammlungen). Hinzu kommen einige für gastronomische Zwecke genutzte Gebäude am und im Park. Unternehmen, Vereine und Personen bieten Führungen und Lehrveranstaltungen rund um den agra-Park an. Der Park erhielt aufgrund dieses Engagements und der Parkkonzeption auch den Beinamen Universität im Grünen. Für die Jahre 2015 und 2019 hatte sich der agra-Park auch (erfolglos) um die Landesgartenschau Sachsen beworben.

#### Denkmäler

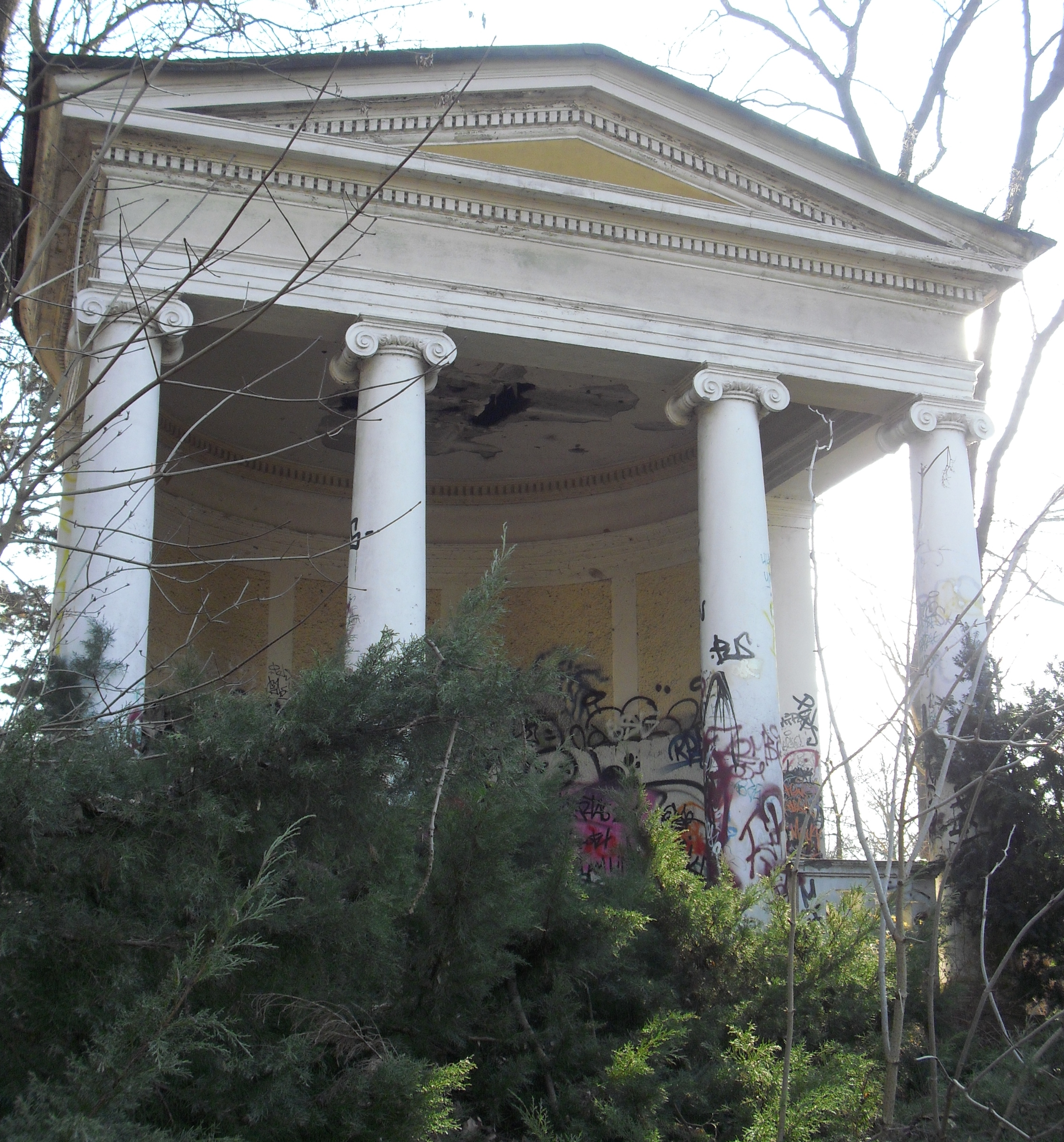
Antentempel

Praktisch der gesamte agra-Park steht als Gesamtheit unter Denkmalschutz. Innerhalb des Parks existieren zudem eine große Zahl an Kulturdenkmälern, darunter vor allem das Weiße Haus von 1897 (ehemalige Herfurth-Villa) und das Torhaus Dölitz von 1672. Hinzu kommen das Torhaus Markkleeberg von 1654 und die Parkgaststätte von 1956 (mit Musikpavillon), das Schweizer Haus, mehrere Apelsteine aus dem 19. Jahrhundert an den Torhäusern Dölitz und Markkleeberg, ein Musentempel und ein Antentempel, beide aus dem Jahr 1896, sowie mehrere Skulpturen von Musen aus dem 19. und 20. Jahrhundert. Zu den Kulturdenkmälern kommt noch ein Technisches Denkmal, die Dölitzer Wassermühle.

#### Botanik
Zentral für den agra-Park sind zahlreiche Führungen, die die Botanik und die unterschiedlichen Landschaftsbereiche thematisieren. Vom Landschaftspark bis zum Dölitzer Holz als Ausläufer des Leipziger Auenwaldes. Die Wege im Park haben teilweise den Charakter eines botanischen Lehrpfads. Eine Besonderheit im agra-Park ist der „Braunkohlewald“, der mit den für das erdgeschichtliche Tertiär typischen Baumgattungen bepflanzt wurde.

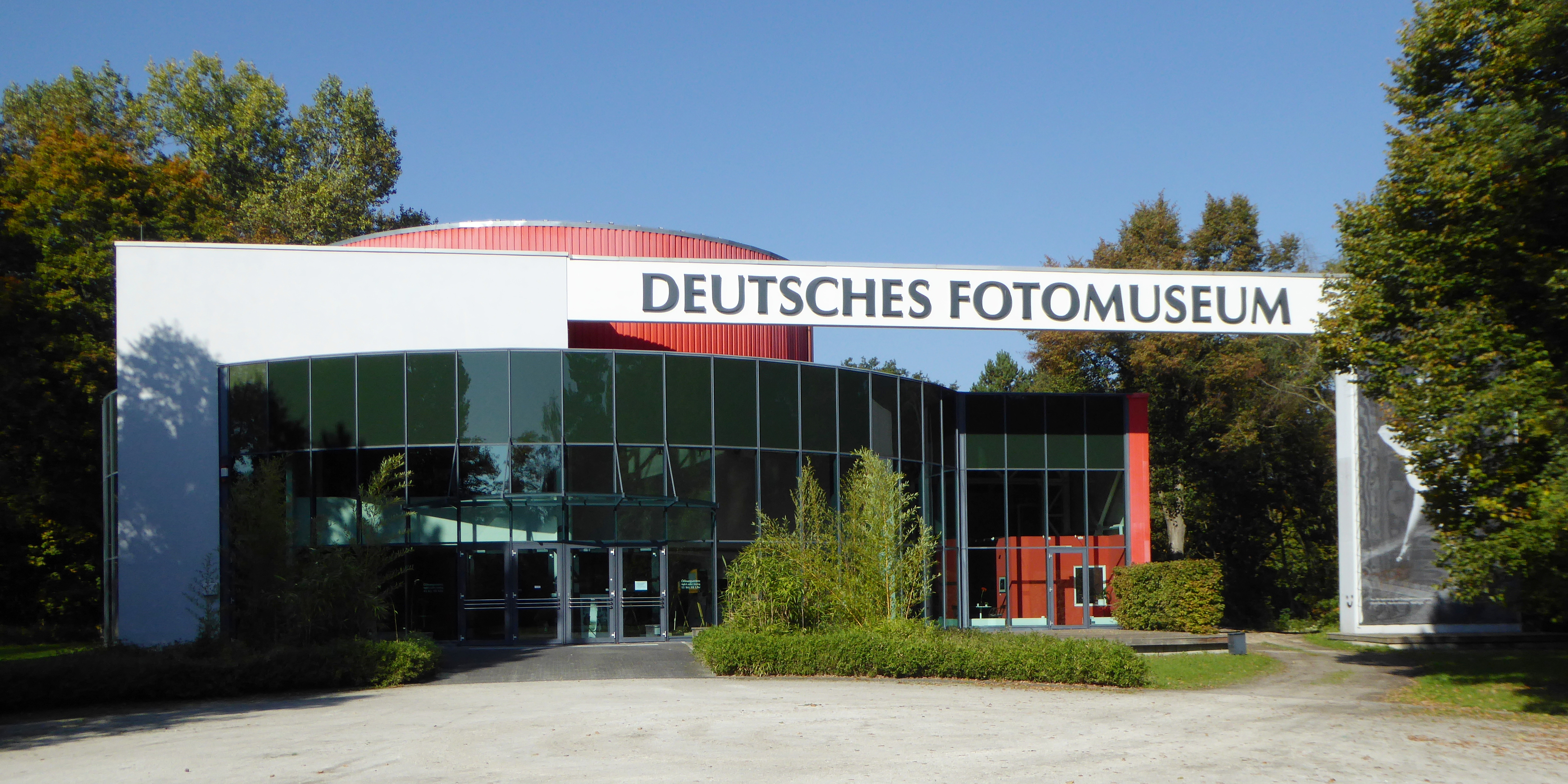
Deutsches Fotomuseum

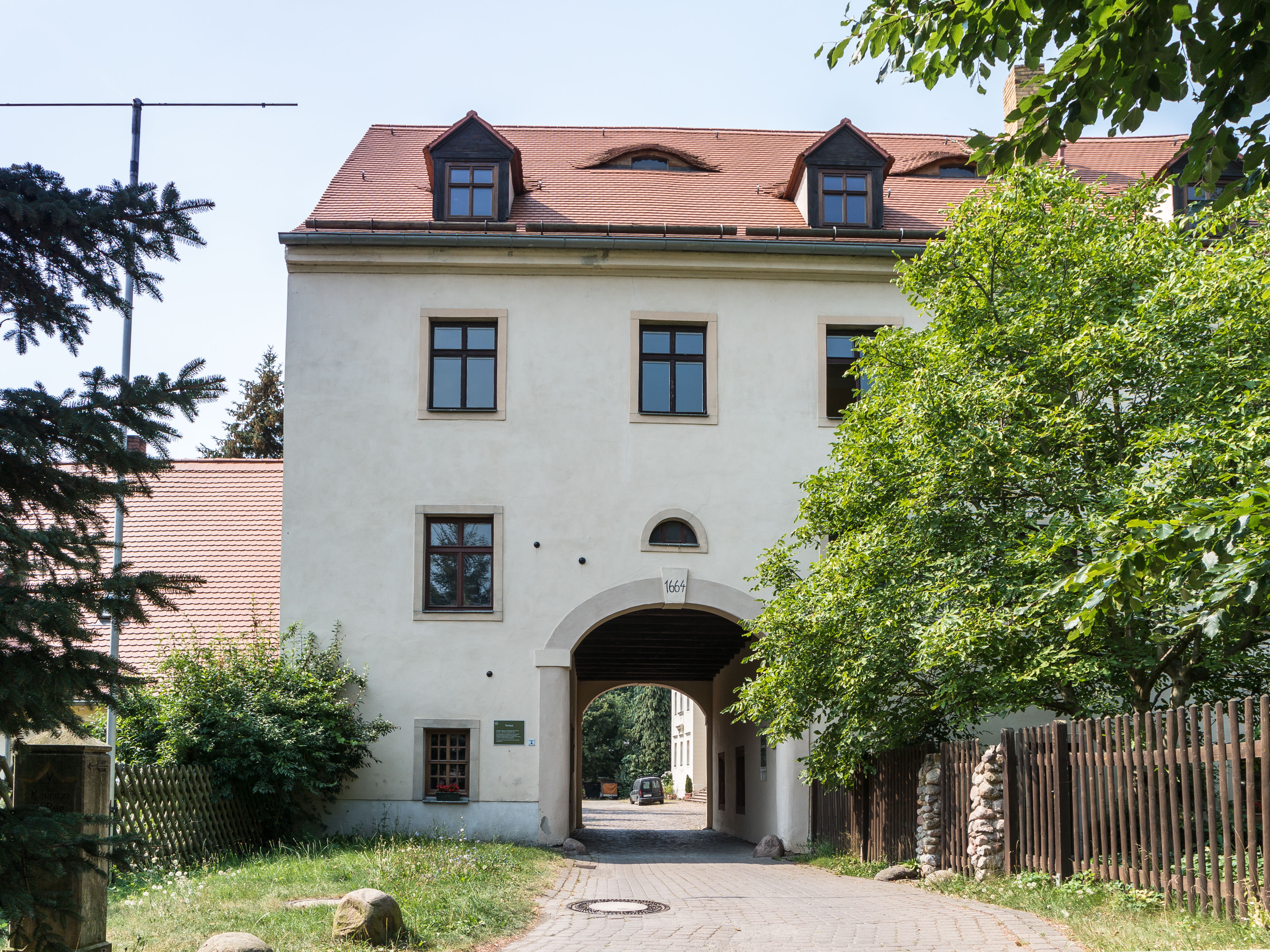
Torhaus Markkleeberg (Völkerschlachtmuseum)

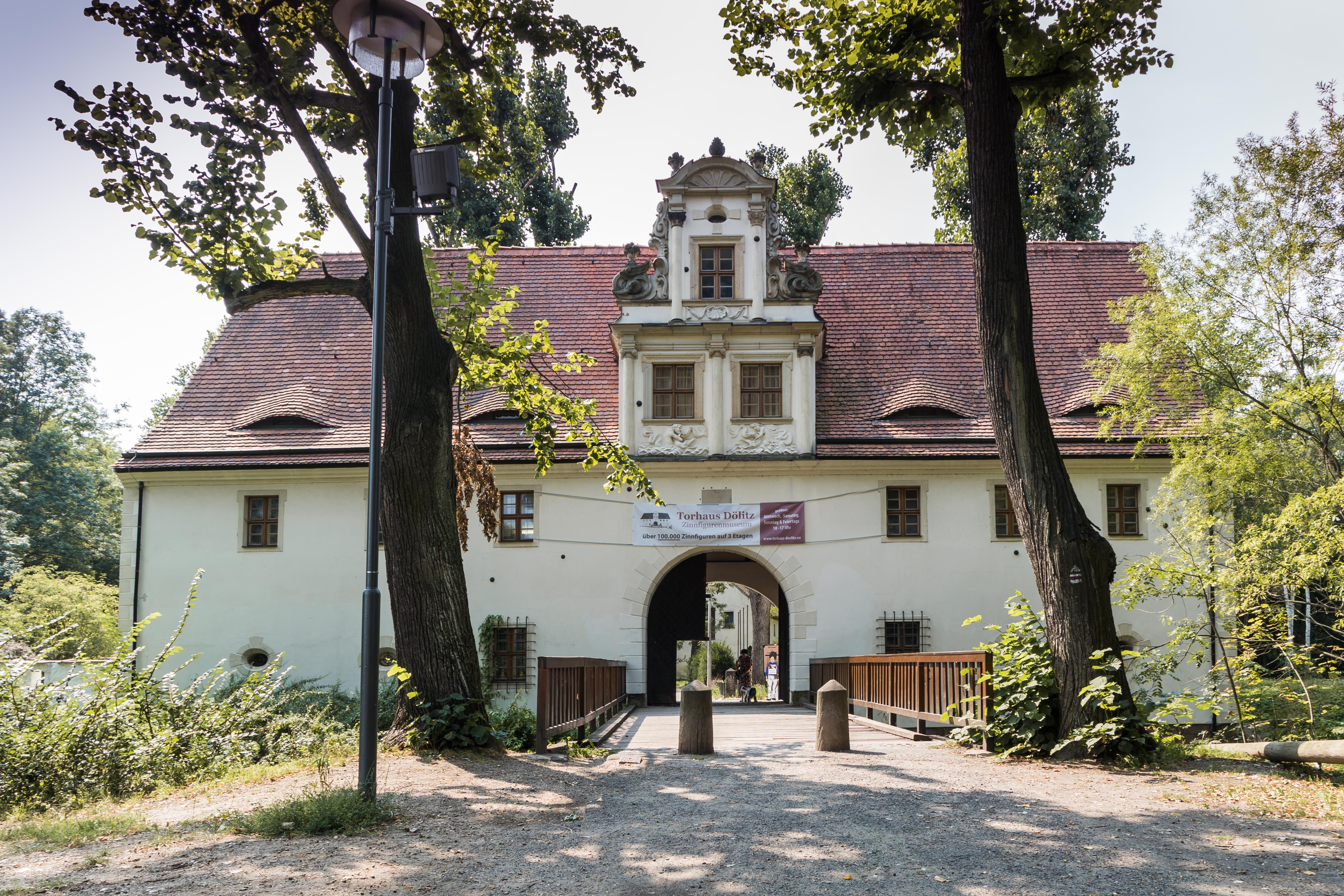
Torhaus Dölitz (Zinnmuseum)

#### Museen

##### Deutsches Fotomuseum
Im Jahr 2013 eröffnet, stellt das deutsche Fotomuseum mehr als 70.000 historische und zeitgenössische Fotos in jeweils wechselnden Sonderausstellungen und einer Dauerausstellung aus. Hinzu kommen Exponate der Foto- und Kameratechnik aus den Jahren von 1850 bis heute.
Das Deutsche Fotomuseum entstand aus dem Kamera- und Fotomuseum Leipzig, das 1989 in einem Fachwerkhaus in der Gottschalkstraße 9 in Mölkau von dem Fotografen Peter Langer gegründet und eingerichtet wurde.

##### Völkerschlachtmuseum
Seit 1998 stellt das Völkerschlachtmuseum im Torhaus Markkleeberg Exponate zur Rolle des sogenannten 'Südlichen Schlachtfeldes' in der Völkerschlacht bei Leipzig im Jahr 1813 aus. Höhepunkt ist ein 20 m² großes Diorama der Schlacht bei Wachau am 16. Oktober 1813. Hinzu kommen Exponate aus der Geschichte des Torhauses sowie Sonderausstellungen. Vor dem Torhaus befindet sich das Gelände des Kinder- und Jugendbiwak 1813, das Kindern und Jugendlichen beim Zelten das Leben des 18. und 19. Jahrhunderts näherbringt.

##### Zinnfigurenmuseum
Das 2014 im Torhaus Dölitz eröffnete Zinnfigurenmuseum stellt 100.000 Zinnfiguren auf drei Etagen aus. Höhepunkt ist ein Großdiorama aus Zinnfiguren der Schlacht bei Leipzig (als Teil der Völkerschlacht bei Leipzig) am 18. Oktober 1813. Wechselnde Sonderausstellungen z. B. zum Thema Erster Weltkrieg können seit 2017 auf mehr Ausstellungsfläche gezeigt werden.

##### Elektrotechnische Sammlung
Am Umspannwerk Markkleeberg findet sich seit 2001 die Elektrotechnische Sammlung Markkleeberg mit rund 4.000 Exponaten aus der Geschichte der Elektrotechnik.

##### Mühlenmuseum

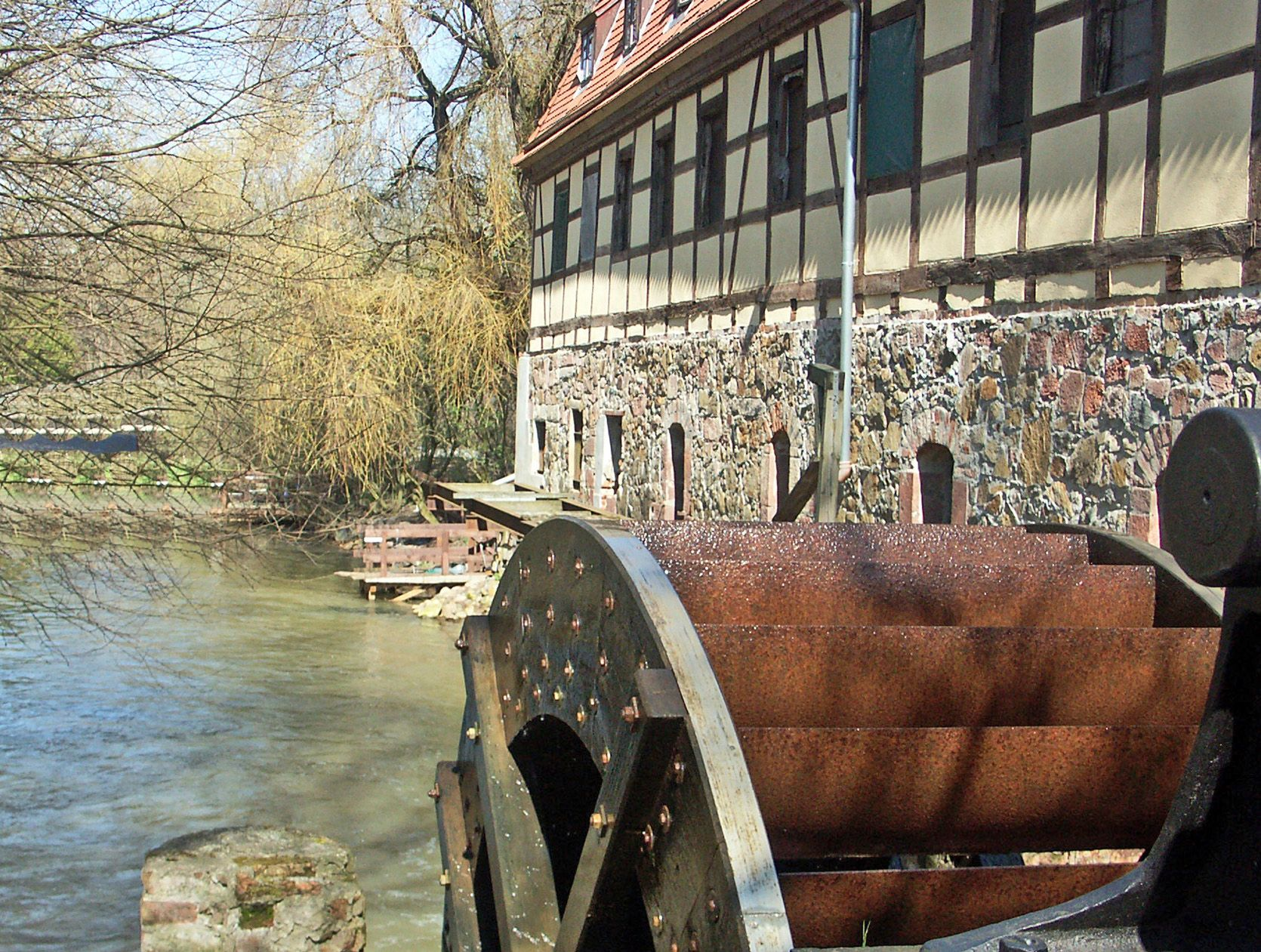
Dölitzer Wassermühle (Mühlenmuseum)

Die Dölitzer Wassermühle ist die letzte noch existierende Wassermühle des Leipziger Raums. Gebaut 1540 und wiederaufgebaut 1814, enthält sie noch Original-Mahlwerke. Das Mühlenmuseum innerhalb der Mühle ist im Aufbau befindlich. Vom Fortgang der Arbeiten kann man sich immer zweimal im Jahr ein Bild verschaffen, einmal zum Deutschen Mühlentag und einmal zum Tag des offenen Denkmals.

#### Bildungs- und Veranstaltungsgebäude

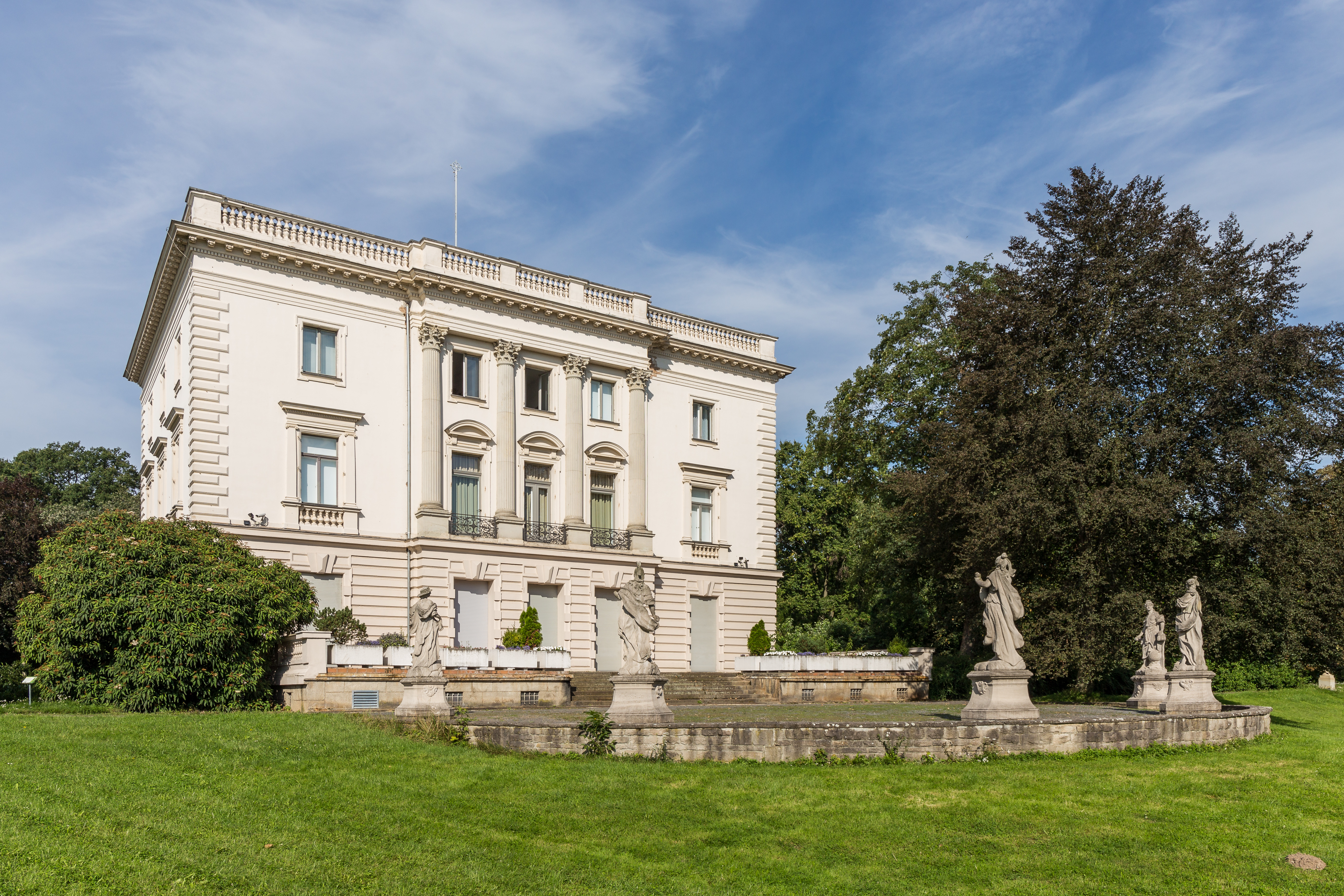
Weißes Haus

Weißes HausDas Weiße Haus ist das architektonische Zierstück und das kulturelle Zentrum des agra-Parks. Hervorzuheben ist der Spiegelsaal im Erdgeschoss. Konzerte, Ausstellungen, Lesungen, Vorträge sind hier ebenso möglich wie Heiraten (das Gebäude beherbergt das Standesamt von Markkleeberg). Gemäldeausstellungen sind Dauergast im Weißen Haus und wechseln 3–4 Mal im Jahr.
Musik- und GesellschaftshausDas Musik- und Gesellschaftshaus bietet als Teil der Musikschule „Ottmar Gerster“ immer wieder klassische Konzerte an.
Ökoschule MarkkleebergDie Ökoschule ist ein Unterrichtsort im Grünen mit angeschlossenem Gebäude im agra-Park. Hier werden unterschiedliche Projekte angeboten, die Natur mit künstlerischer, technischer und gestalterische Kreativität miteinander verbinden. Aufgrund der Nutzung ökologischer Energie-Technologien im Bestand der Schule hat die Schule auch bereits einen gewissen Charakter als Technologievermittler.
Dölitzer WassermühleDie Dölitzer Wassermühle bietet immer wieder Kurse zum Thema „Wasser & Energie“ sowie Umweltbildungsprogramme an.

#### Gastronomie

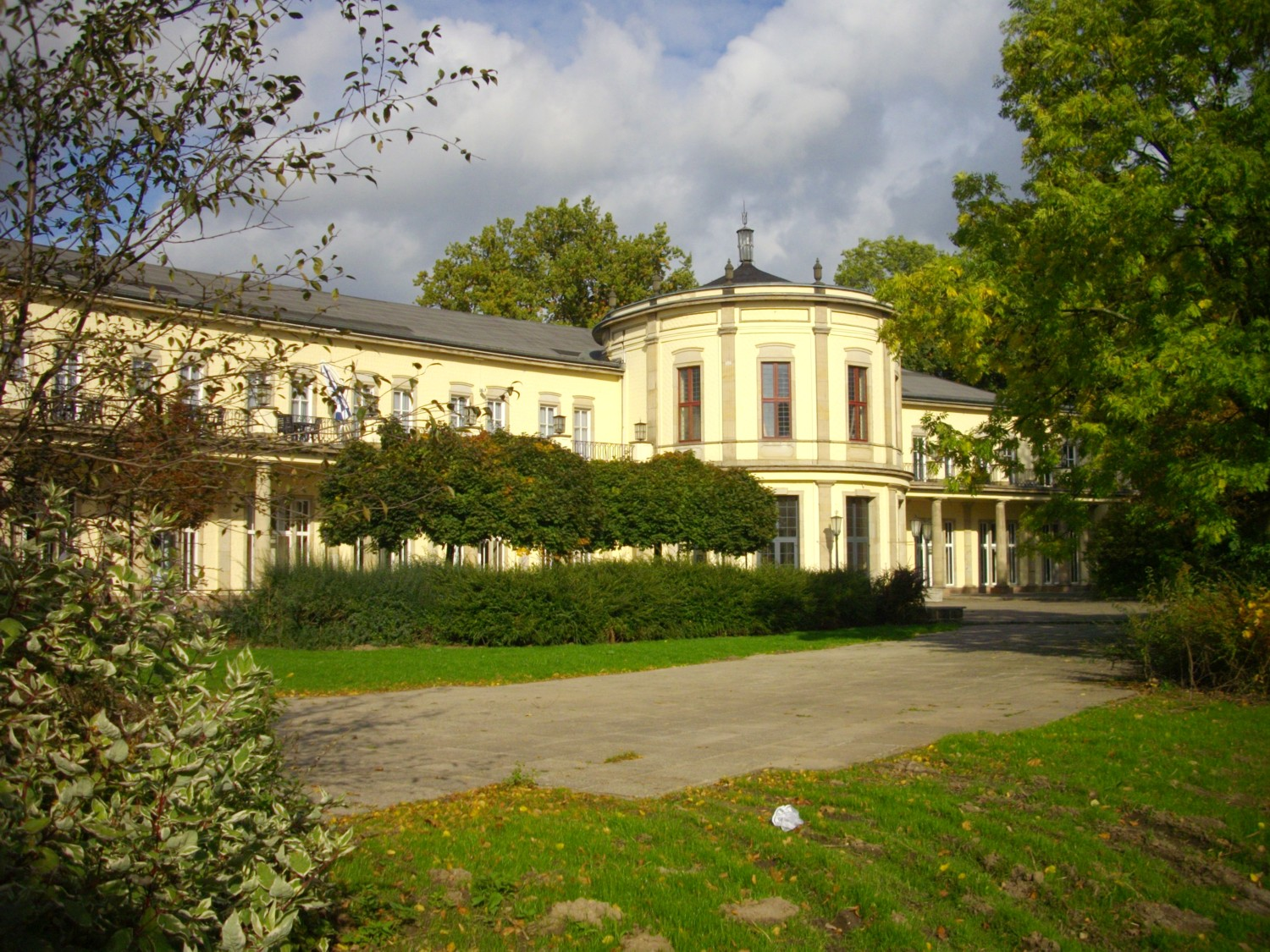
Parkgaststätte

Die Parkgaststätte im agra-Park (auch Parkschloss genannt), wurde 2006 als Ort für größere Feiern wiedereröffnet. Sie bietet vier Festsäle mit 25 bis 350 Personen Platz sowie eine große Terrasse. Ebenfalls im agra-Park beheimatet sind ein italienisches Restaurant und eine Spreewaldschänke.

### agra-Messegelände
Die agra verfügte in den 1970ern über 190 ha Fläche mit Freiflächen und über 90 Pavillons und Messehallen, von denen im Jahr 2017 noch drei Messehallen und vier für Messen nutzbare Freiflächen auf dem agra-Messegelände zur Verfügung stehen. Hinzu kommen weitere Freiflächen, die für spezielle Zwecke genutzt werden können. Für das agra-Messegelände sind 2.500 Parkplätze für Pkw ausgewiesen.

#### Messehallen
Drei über Verbindungsgänge miteinander verbundene Messehallen stehen auf dem agra-Messegelände zur Verfügung. Diese Messehallen sind wie ein dreizackiger Stern angeordnet, mit einem Forum (Obergeschoss) und einem Vestibül (Erdgeschoss) im Zentrum des Sterns. Die Messehallen werden jeweils über das Vestibül betreten und verlassen, die Messehallen sind über dieses Vestibül miteinander verknüpft. Halle 1 und Halle 2 sind typische Messehallen mit einer ohne Träger frei überspannten Grundfläche von 5.518 m² (Halle 1) und 4.750 m² (Halle 2). Halle 4 als dritte Messehalle ist dreigliedrig aufgebaut, diese Halle erlaubt Schau- und Konzertveranstaltungen. Halle 4 verfügt über insgesamt ca. 3.000 m² Grundfläche brutto. Damit stehen im agra-Messegelände insgesamt ca. 13.000 m² Hallenfläche für Ausstellungszwecke zur Verfügung.

#### Freigelände
Das Freigelände des agra-Messegeländes ist stark gegliedert und teils durch Bäume und Gebüsche bis hin zu Baumgruppen aufgelockert. Das gibt dem Freigelände einen stark parkähnlichen Charakter, was bei bestimmten Ausstellungs- und Veranstaltungsformen sinnvoll ist, während andere Veranstaltungsformen damit nicht zurechtkommen werden. Große Bereiche des Freigeländes werden nicht mehr für Messezwecke genutzt, können jedoch aufgrund des Parkcharakters für größere Veranstaltungen genutzt werden. Für Messezwecke einsetzbar sind aktuell vier Freiflächen (benannt mit den Buchstaben C, D, E, G). Nicht zergliedert und frei von Bäumen oder Gebüsch sind die Freiflächen C (ca. 24.000 m²) und G (ca. 6.000 m²). Das sind zusammen ca. 30.000 m². Hinzu kommen die durch Bäume stark aufgelockerten Freiflächen D (ca. 8.000 m² freie Fläche) und E (ca. 5.000 m² freie Fläche). Das sind ca. 13.000 m² Fläche mit Parkcharakter. Die Freiflächen C, D, E und G sind alle durch Medien (Strom, teils Wasser) erschlossen. Insgesamt ohne Weiteres nutzbar sind damit ca. 43.000 m² Freifläche in der Nähe der drei Messehallen. Hinzu kommt ein ebenfalls als Nutzfläche ausgewiesener Weg entlang der Außenwand der Messehallen 1 und 2, der etwa 300 Meter lang ist. Dieser wird teils als Fest- und Promeniermeile (Wave-Gotik-Treffen) genutzt.

## Bedeutende Veranstaltungen

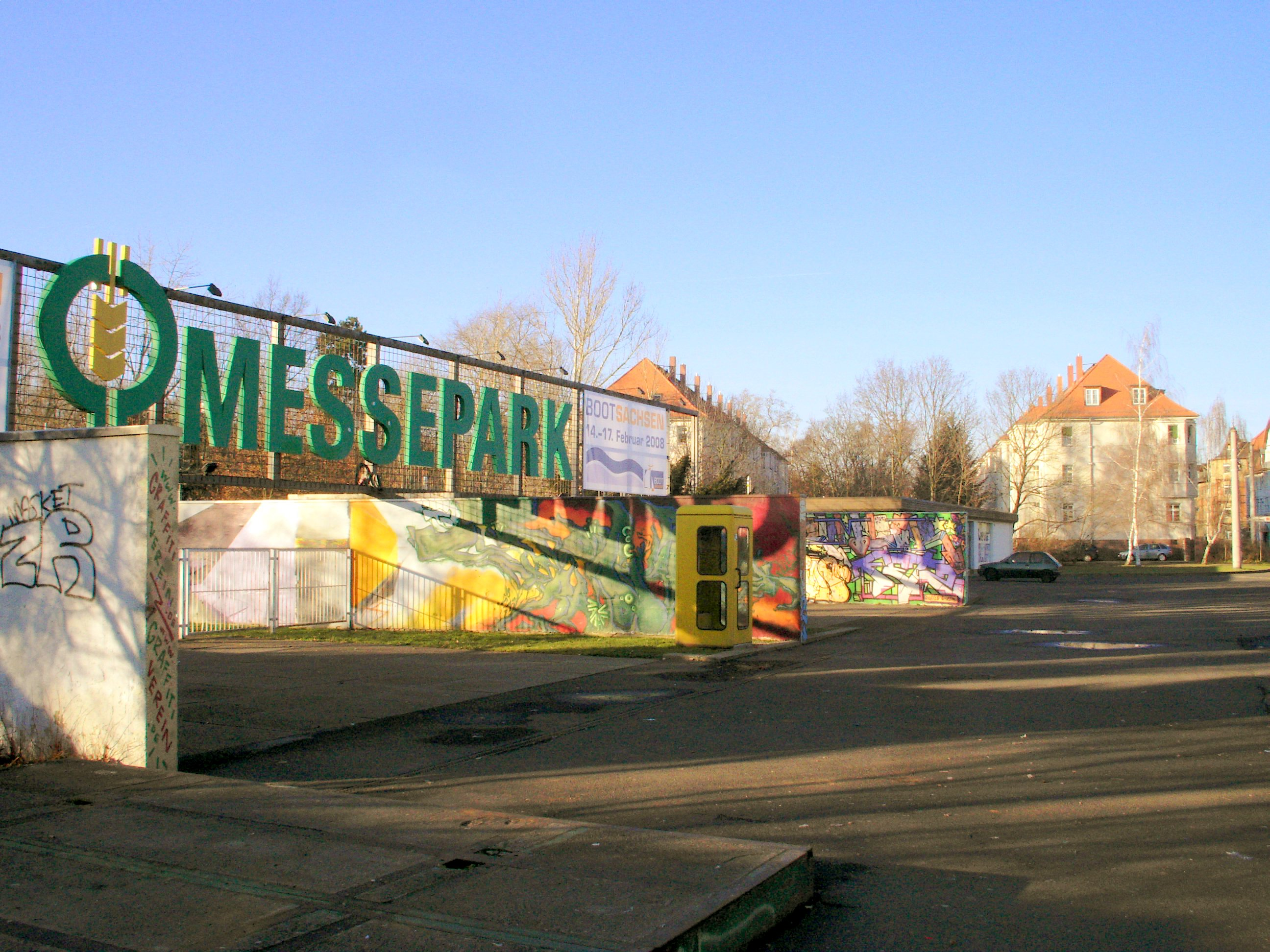
Eingang Messegelände

### agra-Messegelände

#### Messen/Ausstellungen

##### Jagd & Angeln
Die Messe Jagd & Angeln ist eine Messe, die sich an ein Fachpublikum vor allem aus Mitteldeutschland (Jäger, Förster, Angler und Sportschützen, Falkner und Jagdhundebesitzer, Forstwirte) sowie an Verbraucher (Naturliebhaber) richtet. Dazu gehören eine Jagdhundeparade und Hundezuchtschauen, eine Kaltblutpferdeschau, Meisterschaften im Holzrücken und Fuhrmannsveranstaltungen, Leistungsprüfungen für Schafe und Spinnerinnen & Spinner, Anglerverbandstreffen, Bauernmarkt, Sport- und Bogenschießwettbewerbe. Eine Besonderheit der Messe ist die Patenschaft für den Braunkohlewald im benachbarten agra-Park. Die Messe belegt mehr als 10.000 m² Hallenfläche in den Messehallen 1 und 2 sowie die Freiflächen im Freigelände. Die jährlich stattfindende und jeweils dreitägige Messe im Oktober weist seit Jahren einen konstante Zahl an Ausstellern (ca. 220) und Besucher (ca. 35.000) auf.

##### Tattoo & Lifestyle
Die seit 2008 jährlich stattfindende Tattoo Expo Leipzig, seit 2017 Tattoo & Lifestyle, ist eine Messe für Tattoo. Dazu gehören Tattoo-Artisten, die direkt vor Ort Kunstwerke in die Haut stechen sowie Wettbewerbe wie der Tattoo Contest und die Wahl des Tattoo Starlets. Zusätzlich ist es erstmals 2017 eine Messe für Fitness und Lifestyle, inklusive Bühnenvorführungen diverser Fitness-Techniken, Vorstellung von Sport- und Fitness-Bekleidung sowie ein Catwalk, Wrestling-Darstellungen sowie ein Poledance-Wettbewerb. Mehrere Bühnen stehen dafür zur Verfügung. Die Messe, die bis spätabends ihre Tore geöffnet hält, präsentiert auch Musikkonzerte. Im Jahr 2017 waren die Messehallen 1 und 2 voll belegt, die Messehalle 4 diente der Logistik der Veranstalter. Die Ausstellungsfläche betrug etwa 11.000 m² und war damit etwa doppelt so groß wie 2016. Mehr als 250 Künstler waren auf den Ständen von 209 Ausstellern anwesend. Stargäste der Messe waren Marc Terenzi, Randy Engelhard sowie die Schauspieler von Berlin – Tag & Nacht. Themenland der Messe waren die USA mit dem Motto Miami.

##### Leipziger Antik- und Trödelmarkt
Der Leipziger Antik- und Trödelmarkt findet als Verbrauchermesse 12-mal im Jahr statt, jeweils für zwei Tage am letzten Wochenende im Monat. Er ist einer der größten Antikmärkte in Europa mit jeweils über 1.000 Ausstellern. Neuwertige Ware ist nicht erlaubt. Ausstellungsflächen sind sowohl die Hallenbereiche als auch die Freiflächen im Freigelände.

#### Festivals

##### Wave-Gotik-Treffen

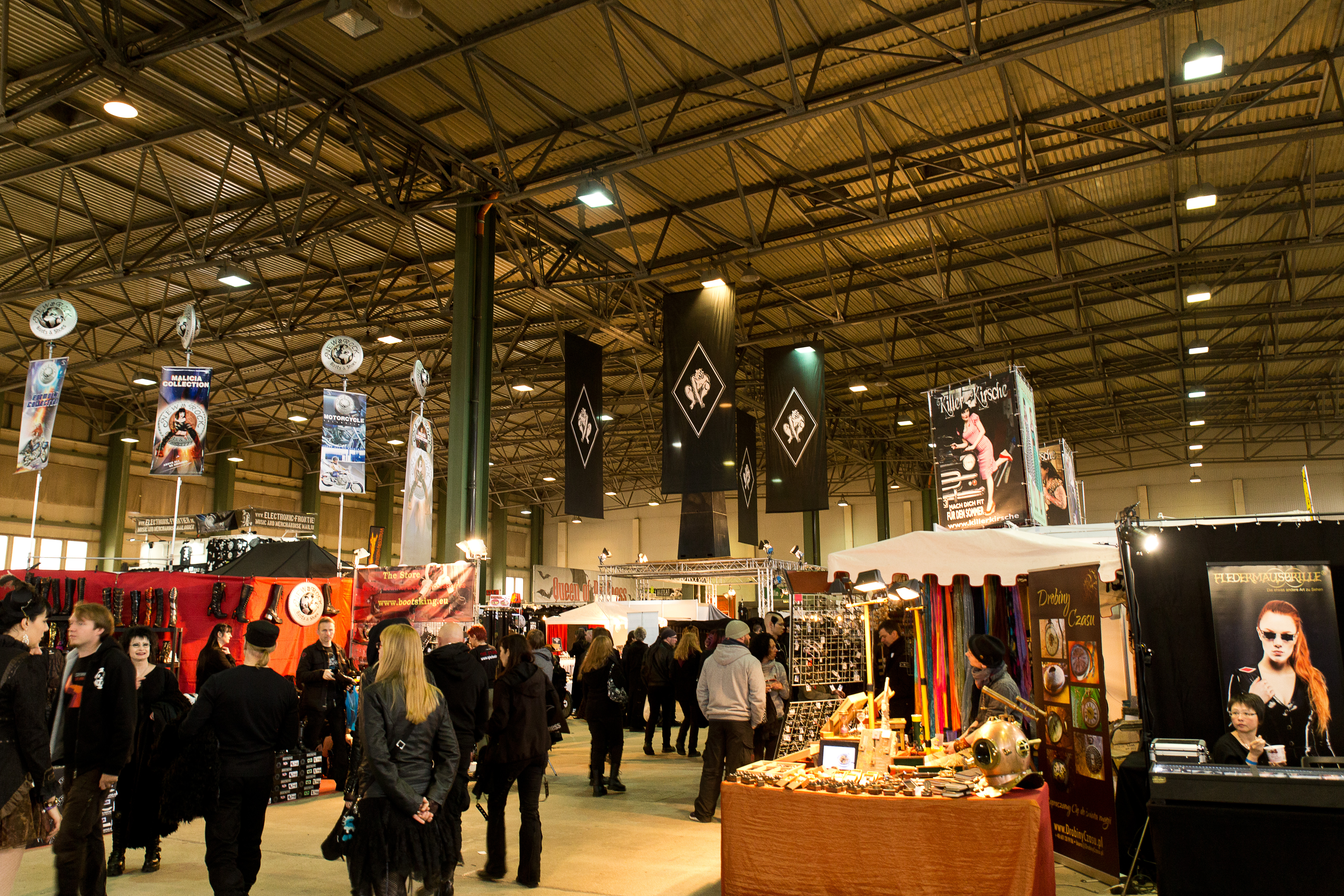
Wave-Gotik-Treffen („Szenemesse“ in Messehalle 1)
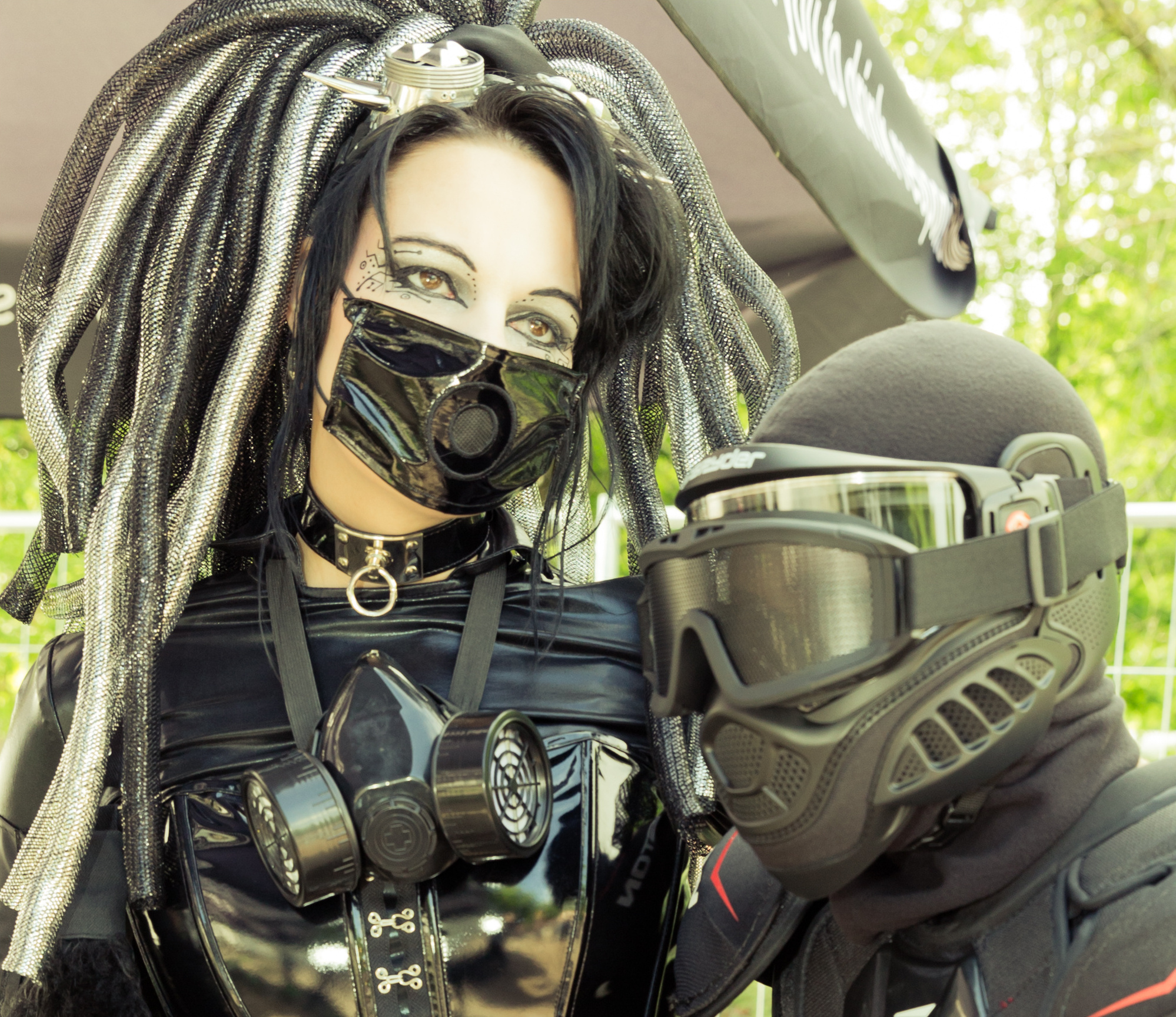
Wave-Gotik-Treffen
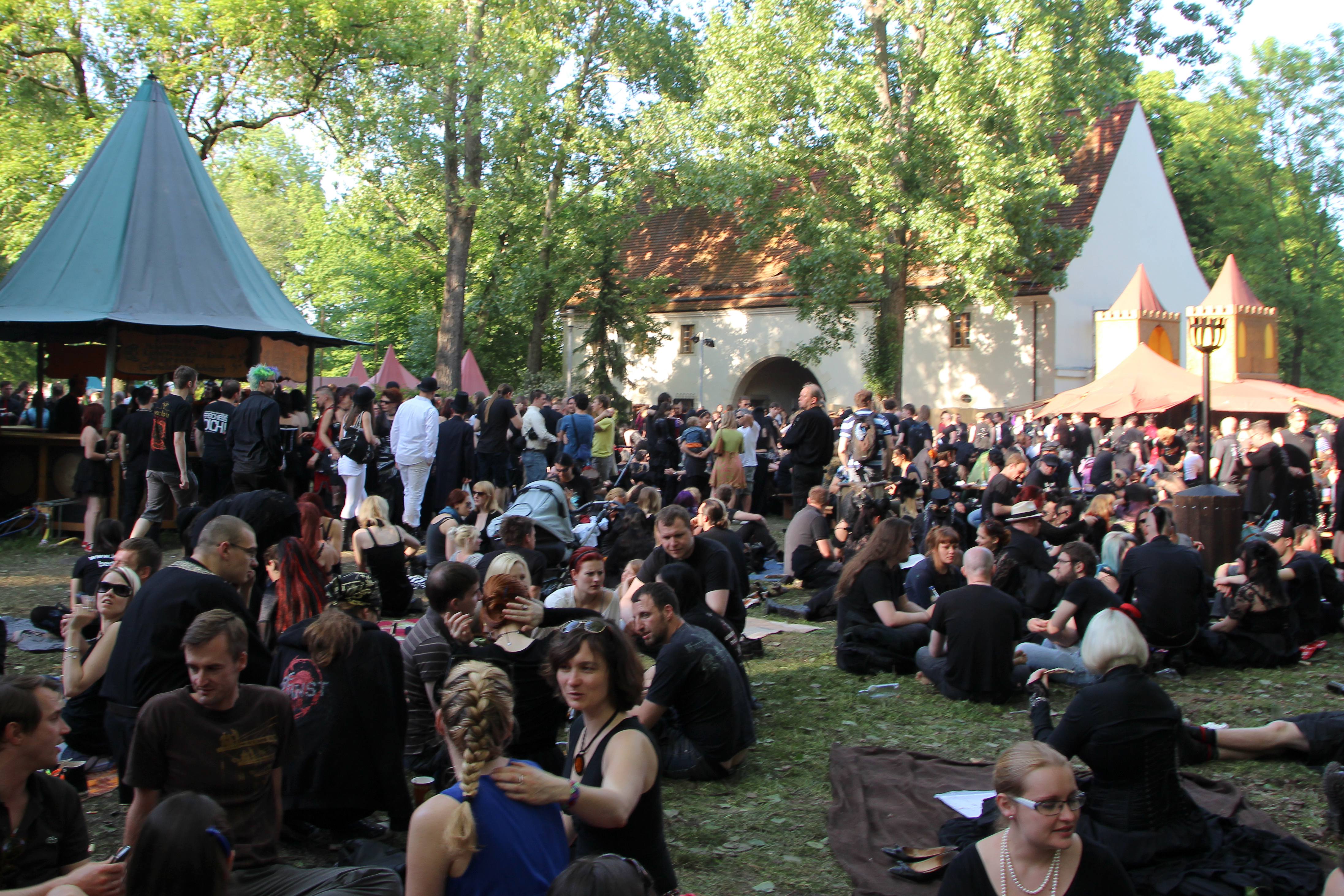
Wave-Gotik-Treffen („Heidnisches Dorf“, Torhaus Dölitz)

Eines der beiden größten Treffen und Musikfestival der Schwarzen Szene, das vor allem auf dem agra-Messegelände aber auch aufgrund der räumlichen Nähe teils auch im agra-Park, unter anderem am Torhaus Dölitz, stattfindet. Immer jährlich zu Pfingsten. Eine der beiden großen Messehallen wird für große Konzerte genutzt. Die andere große Halle wird für die „Szenemesse“ (eine Verkaufsmesse) genutzt. In der dritten Messehalle sind ein Bistro-Bereich und ein Tanzforum eingerichtet, das mit vielen bekannten DJs stattfindet. Vor den Hallen 1 und 2 findet sich die „Flaniermeile“ des Treffens. Auf dem agra-Messegelände ist ein Zeltplatz eingerichtet. Gegenüber, im agra-Park am Torhaus Dölitz, hat sich das „heidnische Dorf“ zu einem Festival im Festival entwickelt, mit einer eigenen Open-Air-Bühne. Im Jahr 2016 kamen zum 25. Wave-Gotik-Treffen etwa 23.000 Festivalbesucher, wodurch das Treffen nahe an seine Kapazitätsgrenzen herankam.

##### Mittelalterlich Phantasie Spectaculum
Das Mittelalterlich Phantasie Spectaculum ist eines der größten Mittelalter-Festivals in Deutschland, das einmal jährlich auf dem agra-Messegelände Station macht. Für das Mittelalterspektakel belegt sind die zusammenhängenden Freiflächen C, D und E, hinzu kommen weitere Flächen für Übernachtungen. Künstlerische Darstellungen, Marktleben, Heerlager und auch vier Musikbühnen dominieren das Festival. Eine Besonderheit ist das mittelalterliche Ritterturnier, für das eine eigene Turnierarena aufgebaut wird.

#### Sonstiges
In den Messehallen finden in regelmäßigen Abständen kleinere Veranstaltungen und Ausstellungen statt. Zudem werden in den Hallen Prüfungen der Landesdirektion Sachsen, vom Landgericht Leipzig sowie von der IHK Leipzig durchgeführt.

### agra-Park
Im agra-park finden neben vielen kleineren und lokalen Veranstaltungen auch zwei größere statt.

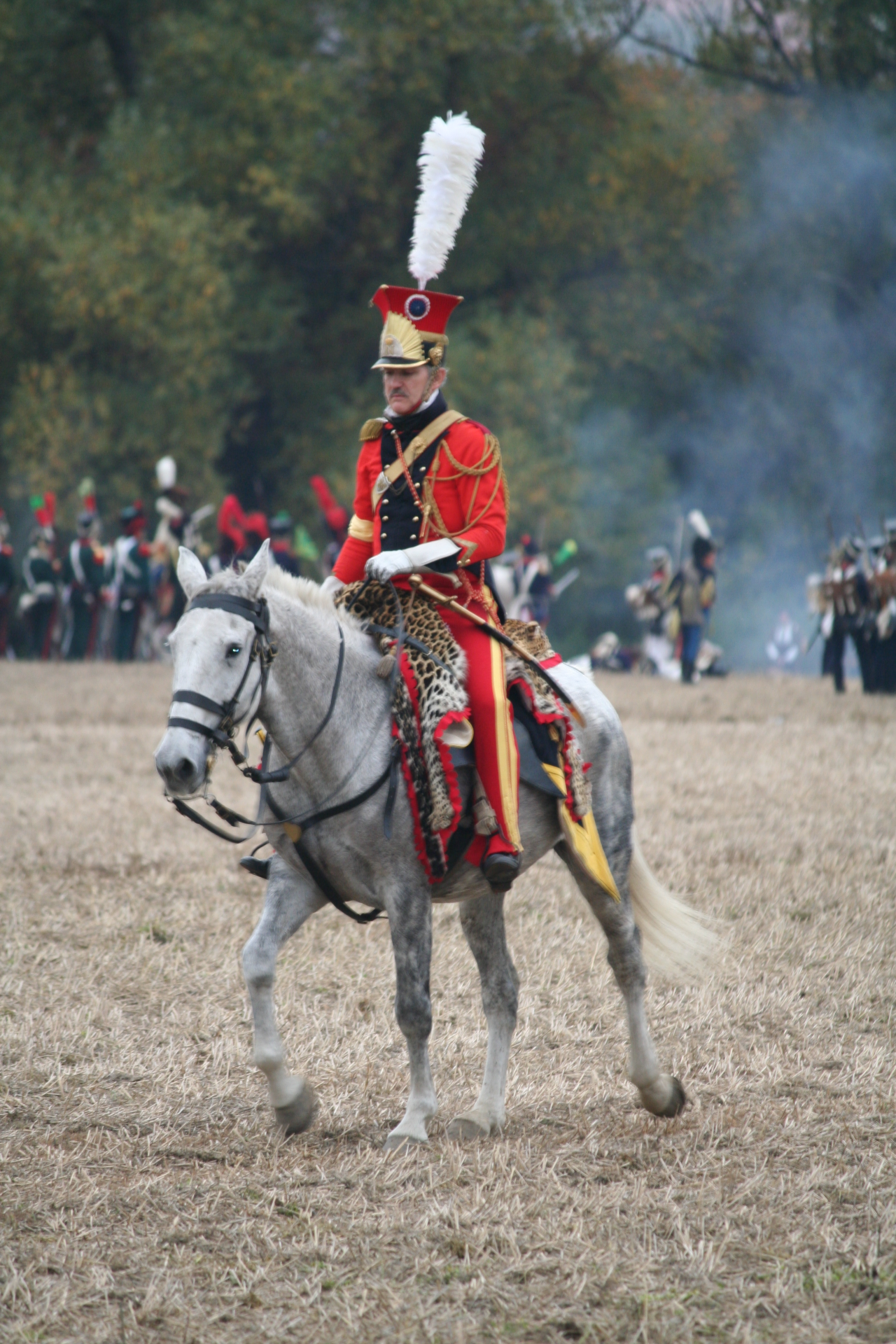
Nachstellung der Völkerschlacht am 200-jährigen Jubiläum

#### Jahrfeier der Völkerschlacht von 1813
Alljährlich. Der agra-Park mit dem Kinder- und Jugendbiwak 1813, dem Völkerschlachtmuseum im Torhaus Markkleeberg und dem Zinnfigurenmuseum im Torhaus Dölitz (mit Großdiorama der Völkerschlacht) sowie einer ganzen Reihe an Apelsteinen ist ein Zentrum des Gedenkens an die Völkerschlacht bei Leipzig. Alljährlich im Oktober finden daher Veranstaltungen und Biwaks teils auf dem Mönchereiplatz innerhalb des agra-Parks und teils an den beiden Torhäusern Dölitz und Markkleeberg statt. Im Jahr 2016 trafen sich auf dem Mönchereiplatz im agra-Park ca. 700 Komparsen aus sechs Nationen zu einer Schlachtnachstellung der Völkerschlacht mit historischen Uniformen und Waffen. Dabei war auch ein chinesisches Fernsehteam, das live berichtete.

#### Fest der 25.000 Lichter
Das Fest der 25.000 Lichter beinhaltet jährlich Tausende Teelichte, Kerzen, Fackeln, Lampen und künstlerische Installationen aus Licht. An einem frühen Abend im September beginnt das Fest mit dem Anzünden der Kerzen und Lichter. Hinzu kommen umfangreiche Veranstaltungen und Führungen in und um den Park am Abend und in der Nacht. Ebenso finden Umzüge mit Lampions, statt. Es öffnen die Museen für eine Museumsnacht, Filmveranstaltungen im Freien, Musik auf mehreren Bühnen. Im Jahr 2016 kamen mehr als 8.300 Besucher.

## Geschichte
Der Ursprung des heutigen agra-Parkgeländes zwischen den Städten Leipzig und Markkleeberg geht zurück auf den Landschaftspark Paul Herfurths (1855–1937). Dieser erwarb 1889 die Wiesen zwischen Städtelner Straße (heute Raschwitzer Straße) und Pleiße und errichtete dort seinen Sommersitz, der bis zur Enteignung der Familie 1945 in Privatbesitz blieb.

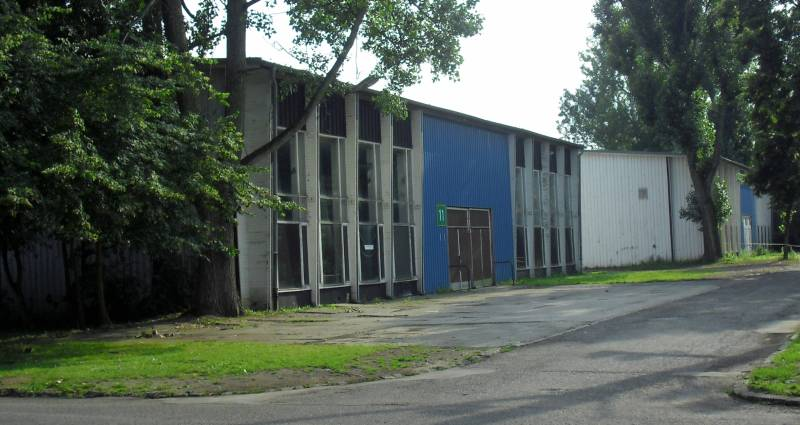
Ehemalige Messehalle

Im Jahr 1948 fand auf dem Gelände eine erste Gartenbauausstellung ortsansässiger Gärtner statt, die sich in den folgenden Jahren rasch ausweitete. Auf Betreiben von Oskar Baumgarten eröffnete 1950 in Markkleeberg die erste Gartenbauausstellung der DDR, ab 1952 fanden diese und die Landwirtschaftsausstellung der DDR – unter dem Namen „agra Markkleeberg“ regelmäßig gemeinsam hier statt. Diese Ausstellung war eine Präsentation der Landwirtschaft in der DDR. In den folgenden Jahren wurde das Ausstellungsgelände weiter großräumig verändert. Nachdem 1960 die Gartenbauausstellung nach Erfurt verlagert worden war, erfuhr dieser Teil des Ausstellungsgeländes eine Ausgestaltung zu einem Erholungspark, die Keimzelle des heutigen agra-Parks. Das Gelände der „agra“ umfasste 1990 ca. 90 Hektar, auf denen mehr als 90 Hallen und Pavillons standen. Die Ausstellung zählte meist jährlich über eine halbe Million Besucher und Gäste, darunter mehr als zehntausend Besucher aus über 100 Ländern. Im Jahre 1969 kamen allein 750.000 Besucher.
Nach der Wende verlor die „agra“ rapide an Bedeutung, nach mehreren Namensänderungen zog diese im Jahr 2005 auf das Gelände der Leipziger Messe um. Von 1990 bis 2000 wurde der Ausstellungsbetrieb auf dem agra-Messegelände in die „agra Messepark Betriebsgesellschaft mbH“, eine Tochtergesellschaft der Stadt Markkleeberg, überführt und unterschiedliche landwirtschaftliche Ausstellungen und Messen sollten folgen. Ab dem Jahr 2001 wurden die Flächen des agra-Parks und des agra-Messegeländes unabhängig voneinander verwaltet. Es wird von der Stadtverwaltung der Stadt Leipzig für die Zukunft eine weitgehende Renaturierung des agra-Messegeländes angestrebt.
Im März 2022 wurde bekannt, dass die Stadt Leipzig die Hallen ab 1. April 2022 für bis zu 1000 Flüchtlinge aus der Ukraine nutzen will.